# Gigantococcus maximus
Gigantococcus maximus är en insektsart som först beskrevs av Robert Newstead 1914.  Gigantococcus maximus ingår i släktet Gigantococcus och familjen pärlsköldlöss. Inga underarter finns listade i Catalogue of Life.